# Philonicus iliensis
Philonicus iliensis är en tvåvingeart som beskrevs av Pavel Lehr 1970. Philonicus iliensis ingår i släktet Philonicus och familjen rovflugor. Inga underarter finns listade i Catalogue of Life.